# Marie Lecocq
Marie Lecocq (Marche-en-Famenne, 20 oktober 1991) is een Belgisch politica voor Ecolo.

## Levensloop
Lecocq studeerde in 2012 af als bachelor in de politieke wetenschappen aan de Universiteit Namen en behaalde in 2015 een master in volkskunde en ontwikkeling aan de UCL. Van 2015 tot 2019 werkte ze als campagneverantwoordelijke voor de provincie Namen voor de ngo CNCD-11.11.11. 
In 2012 werd ze politiek actief voor Ecolo en voor de partij werd ze in oktober van dat jaar verkozen tot gemeenteraadslid van Rochefort. In juli 2016 nam ze ontslag uit de gemeenteraad om naar de Brusselse gemeente Etterbeek te verhuizen. Later vestigde ze zich in Anderlecht.
In mei 2014 bekleedde Lecocq bij de Waalse verkiezingen de tweede plaats op de Ecolo-lijst in de kieskring Dinant-Philippeville, maar ze raakte niet verkozen. Bij de Brusselse gewestverkiezingen van mei 2019 werd Marie Lecocq verkozen in het Brussels Hoofdstedelijk Parlement, waar ze ging zetelen in de commissie Financiën en Algemeen Beleid, waarvan ze van 2019 tot 2024 ondervoorzitter was. In juni 2024 werd ze herkozen als Brussels Parlementslid.
Van september 2019 tot juli 2024 was Lecocq co-voorzitter van de Ecolo-afdeling van het Brussels Gewest. Na de verkiezingen van juni 2024 stelde ze zich samen met Samuel Cogolati kandidaat om co-voorzitter van Ecolo te worden. Op 13 juli 2024 werd het duo met 71,96 procent van de stemmen verkozen tot co-voorzitters van de partij. Hierdoor diende Lecocq conform de statuten van de partij op te stappen als parlementslid.